# Greville Janner, Baron Janner of Braunstone

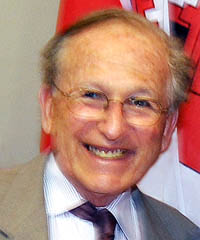
Lord Janner of Braunstone, 2009

Greville Ewan Janner, Baron Janner of Braunstone QC (* 11. Juli 1928 in Cardiff; † 19. Dezember 2015 in London) war ein britischer Labour-Politiker, Rechtsanwalt und Autor. Seit 1971 war er Kronanwalt. Er war Mitglied des Unterhauses von 1970 bis 1997. Er war  mit einer Anzahl jüdischer Organisationen, einschließlich des Board of Deputies of British Jews, dessen Vorsitzender er von 1978 bis 1984 war, eng verbunden.

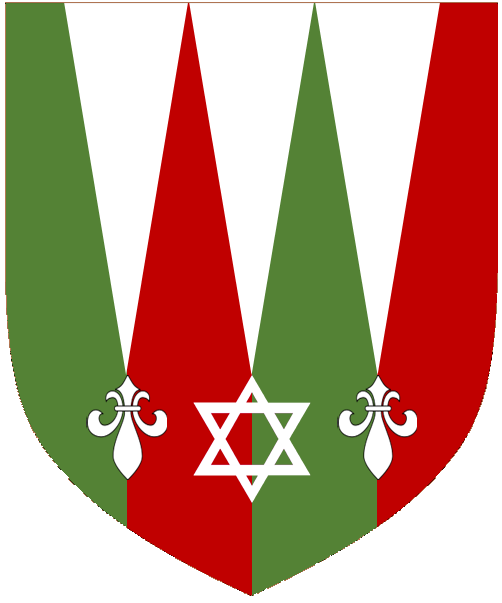
Wappen Lord Janner of Braunstone

## Ausbildung und frühe Berufstätigkeit
Greville Janner wurde als Sohn jüdischer Eltern geboren. Er war ein Sohn Barnett Janners, eines Vorsitzenden der Zionist Federation of Great Britain and Ireland. Er besuchte die St. Paul’s School, London, ging während des Krieges nach Kanada und war Schüler der Bishop’s College School, Lennoxville, Québec. Später studierte er Jura. Er gehörte zum Trinity-Hall-College in Cambridge. Dort war er 1952 Präsident der Cambridge Union Society. Er setzte seine Studien in den Vereinigten Staaten an der Harvard Law School fort, wohin er durch das Erringen der Fulbright- und Smith-Mundt-Preise gelangte.
Im Jahr 1954 wurde er Barrister und im Jahr 1971 zum QC berufen.

## Politische Karriere
Janner vertrat von 1970 bis 1997 die Wahlkreise Leicester North West und später Leicester West im  House of Commons. Sein Vorgänger auf diesem Parlamentssitz war sein Vater Sir Barnett Janner. Seine Nachfolgerin wurde Patricia Hewitt.
Er wurde im Jahr 1997 zum Life peer als Baron Janner of Braunstone, of Leicester in the County of Leicestershire, in den Adelsstand erhoben. Er war Präsident der parteiübergreifenden Parlamentariergruppe gegen Antisemitismus und Vorsitzender der parteiübergreifenden britisch-israelischen Parlamentariergruppe.
Am 13. Oktober 2014 wurde ihm ein Leave of Absence gewährt und er damit von seiner Mitgliedschaft im House of Lords beurlaubt.

## Zivilgesellschaftliche Karriere
Janner war von 1978 bis 1984 Präsident des Board of Deputies of British Jews, eines bedeutenden Repräsentationsorgans des britischen Judentums, und hatte eine Schlüsselrolle beim Einsatz für Reparationen an Opfer des Holocausts inne. Er war darüber hinaus Vizepräsident des World Jewish Congress und des Jewish Leadership Council.
Er war Gründer und Präsident des Commonwealth Jewish Council and Trust und Vorsitzender des Holocaust Educational Trust.

## Verschiedenes
Janner schrieb einige Bücher über die öffentliche Rede und über Kommunikation im Geschäftsleben. Er war Mitglied von The Magic Circle und der International Brotherhood of Magicians.
Während seiner Karriere setzte er sich stets für gute Beziehungen zwischen den verschiedenen Glaubensrichtungen und Religionen ein. Sein Buch One Hand Alone Cannot Clap ist das Vermächtnis dieser Arbeit. Er war mit Prinz Hassan von Jordanien Gründer des Coexistence Trust, einer Stiftung gegen Antisemitismus und Islamophobie.

## Familie
Greville Janner war seit 1955 bis zu ihrem Tode verheiratet mit Myra Louise (geb. Sheink). Aus der Ehe gingen drei Kinder hervor. Seine jüngste Tochter ist eine ordinierte Rabbinerin. Rabbi Laura Janner-Klausner wurde im Jahr 2011 zur nationalen Sprecherin des Movement for Reform Judaism in Großbritannien berufen. Sie ist mit einem Bruder des israelischen Schriftstellers Amos Oz verheiratet.

## Veröffentlichungen
- (1978) The Motorist’s Lawyer, Royal Automobile Club
- (1979) Product Liability, Random House Business Books
- (1985) Janner’s Complete Letterwriter
- (1986) On Meetings, Gower Publishing
- (1989) On Chairing, Gower Publishing
- (1989) On Presentation, Random House Business Books
- (1991) How to Win Meetings, Gower Publishing
- (1998) One Hand Alone Cannot Clap: Arab Israeli Universe, Robson Books
- (2003) Janner’s Speechmaker, Thorogood
- (2008) Jewish Parliamentarians, (with Derek Taylor)